# Réservoir Choinière
Pour les articles homonymes, voir Choinière.
Le réservoir Choinière est un lac artificiel situé à Roxton Pond, près de la ville de Granby, au Québec. Il a été aménagé en 1977 sur la rivière Yamaska Nord, un affluent de la rivière Yamaska, grâce à deux barrages. Sa superficie atteint 4,7 km2.
Depuis 1983, le réservoir Choinière se trouve au centre du parc national de la Yamaska.
Ce vaste plan d'eau grouille de vie. On y retrouve des poissons, des grenouilles et de grands hérons. 

## Galerie

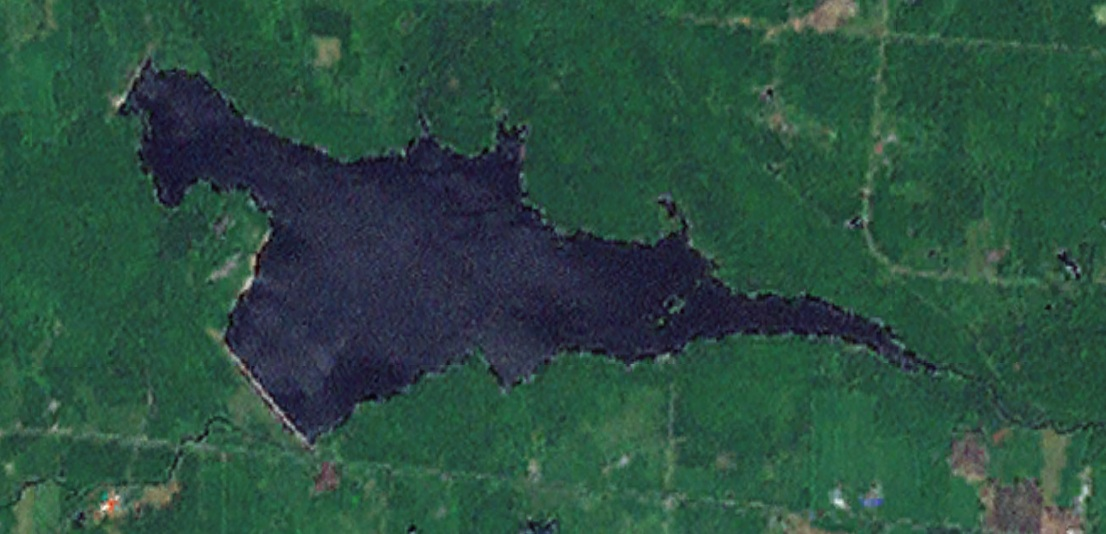
Vue satellite.
Schéma des ouvrages d'évacuation.
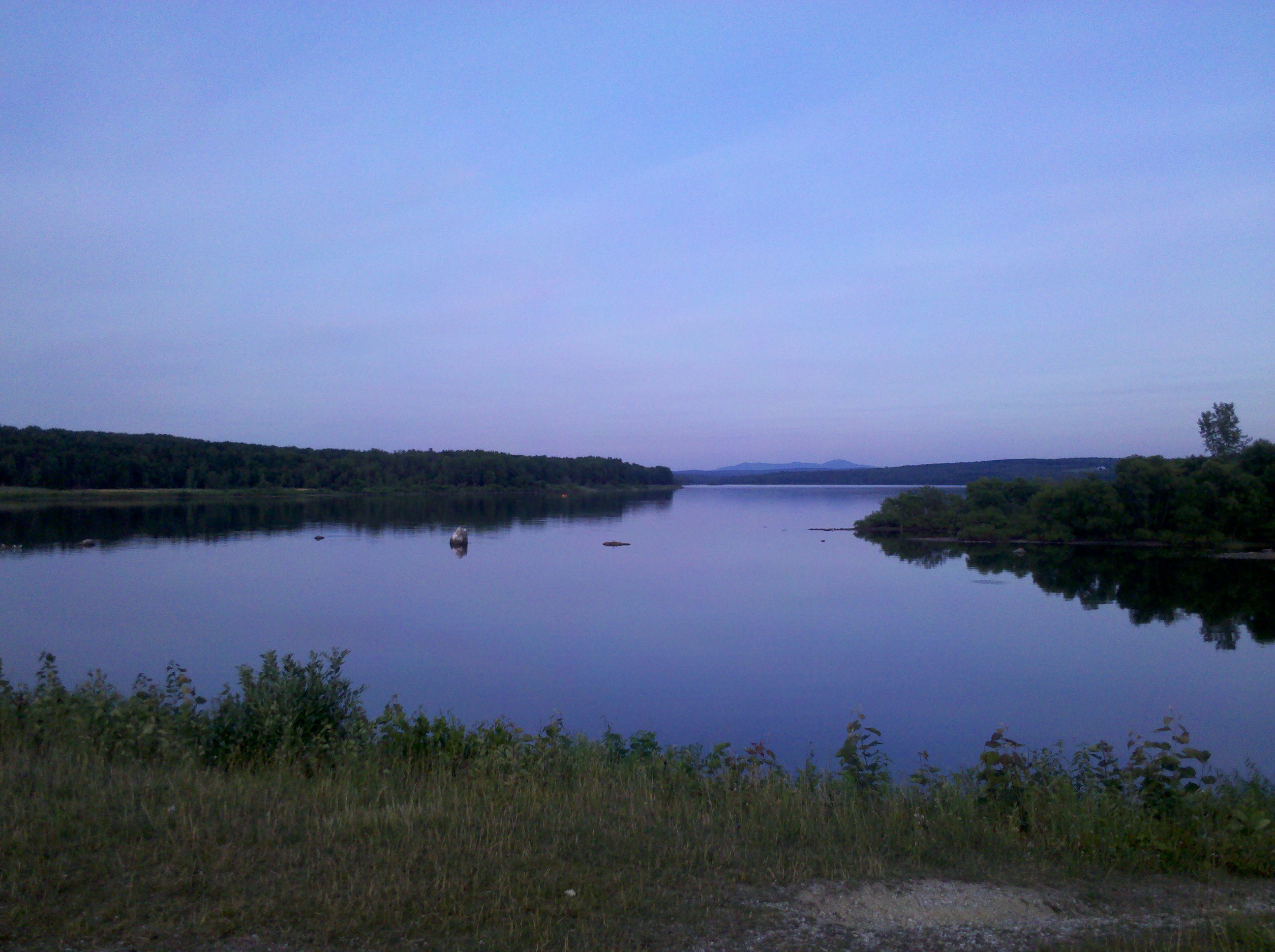
Vue depuis la digue secondaire.